# Teorie hodnoty
Teorie hodnoty je jakákoli ekonomická teorie, která se pokouší vysvětlit směnnou hodnotu nebo cenu zboží a služeb. Mezi klíčové otázky v ekonomické teorii patří, proč jsou ceny zboží a služeb takové, jaké jsou, jak hodnota zboží a služeb vzniká, a - pro teorie normativní hodnoty - jak vypočítat správnou cenu zboží a služeb (pokud taková hodnota existuje) .

## Teorie

### Vnitřní teorie hodnoty
Podle vnitřní teorie hodnoty (také nazývané „teorie objektivní hodnoty“) vnitřní hodnota charakterizuje - z hlediska hodnoty -, že něco má „samo o sobě“ nebo „samo v sobě“. Je to hodnota, kterou má entita sama o sobě, pro to, čím je. Tato hodnota není fyzická; říkat, že tato hodnota je fyzická, je stejné jako říkat, že naše mysl je fyzická. Hodnota neexistuje jako objekt, ale jde o vlastnosti objektu.

### Pracovní teorie hodnoty
V klasické ekonomii pracovní teorie hodnoty tvrdí, že ekonomická hodnota zboží nebo služby je určena celkovým množstvím sociálně nezbytné práce potřebné k jejich výrobě. Když se mluví o pracovní teorii hodnoty, hodnota bez jakéhokoli kvalifikujícího adjektiva teoreticky odkazuje na množství práce potřebné pro výrobu obchodovatelné komodity, včetně práce nezbytné pro rozvoj jakéhokoli kapitálu použitého ve výrobním procesu. David Ricardo i Karl Marx se pokusili kvantifikovat a ztělesnit všechny pracovní složky, aby vytvořili teorii skutečné nebo přirozené ceny komodity.

### Subjektivní teorie hodnoty a marginalismus
Subjektivní teorie hodnoty je teorie hodnoty, která věří, že hodnota položky závisí na spotřebiteli. Tato teorie uvádí, že hodnota položky nezávisí na práci, která jde do statku, ani na jakékoli inherentní vlastnosti statku. Místo toho se subjektivní teorie hodnoty domnívá, že hodnota zboží závisí na přáních a potřebách spotřebitelů. Spotřebitel přičte hodnotu položce určením mezní užitnosti nebo dalšího uspokojení jednoho dalšího zboží této položky a dále rozhodne co pro něj toto další zboží znamená.

### Výměnná teorie hodnoty
V marxovské ekonomii je výměnná teorie hodnoty, kterou navrhl I. I. Rubin (1927), popisem dvojí protikladné povahy práce obsažené v komoditě. Komodita má současně subjektivní materiální užitnou hodnotu i objektivní směnnou hodnotu nebo sociální hodnotu.

### Peněžní teorie hodnoty
Marxistický ekonom John Milios (2003) argumentuje peněžní teorií hodnoty, kde „peníze jsou nezbytnou formou vzhledu hodnoty (a kapitálu) v tom smyslu, že ceny představují jedinou formu vzhledu hodnoty komodit.“ Podle této analýzy, když peníze začleňují produkci do svého oběhu MCM, fungují jako kapitál provádějící kapitalistický vztah a využití pracovní síly představuje skutečný předpoklad tohoto začlenění.

### Mocenská teorie hodnoty
Radikální institucionální ekonomové Jonathan Nitzan a Shimshon Bichler (2009) tvrdí, že nikdy nebylo možné oddělit ekonomiku od politiky. Toto oddělení je nutné, aby neoklasická ekonomie mohla založit svou teorii na užitné hodnotě a marxisté mohli založit pracovní teorii hodnoty na kvantifikované abstraktní práci. Místo teorie užitečnosti hodnoty (jako neoklasická ekonomie) nebo pracovní teorie hodnoty (jak ji lze najít v marxovské ekonomii) navrhují Nitzan a Bichler mocenskou teorii hodnoty. Struktura cen má málo společného s takzvanou „hmotnou“ sférou výroby a spotřeby. Kvantifikace síly v cenách není důsledkem vnějších zákonů - ať už přírodních nebo historických -, ale je zcela interní pro společnost.